# دهستان کرچمبو جنوبی
دهستان کرچمبو جنوبی نام دهستانی در بخش مرکزی شهرستان بوئین و میاندشت، استان اصفهان در ایران است. براساس سرشماری مرکز آمار ایران در سال ۱۳۸۵، جمعیت آن ۲۴۲۵ نفر (۵۲۷ خانوار) بوده‌است.